# Pezinok
Pezinok (allemand : Bösing, hongrois : Bazin, latin : Bazinium) est une ville du sud ouest de la Slovaquie, dans la région de Bratislava.

## Géographie
Cette ville se situe à 20 km de Bratislava. Au nord-ouest se trouve Trnava.
Les villes plus proches sont :
- Modra (nord-est) ;
- Limbach (ouest). Cette ville est visible depuis Pezinok parce que construite sur les flancs des Petites Carpates (Malé Karpaty) ;
- Vinosady (entre Modra et Pezinok) ;
- Viničné (sud) ;
- Šenkvice (est).
- Svätý Jur (sud-ouest)

La rivière Cajloch traverse le village.

## Histoire
La première mention écrite de la ville remonte à 1208.

## Démographie

### Évolution de la population
| Année:               | 1994.  | 2004.   | 2014.   | 2024.    |
| -------------------- | ------ | ------- | ------- | -------- |
| Nombre de personnes: | 21 552 | 21 147  | 22 129  | 24 375   |
| Différence:          |        | -1,87 % | +4,64 % | +10,14 % |

| Année:               | 2023.  | 2024.   |
| -------------------- | ------ | ------- |
| Nombre de personnes: | 24 506 | 24 375  |
| Différence:          |        | -0,53 % |

## Quartiers de la ville
- Grinava,
- Pezinok (la ville),
- Cajla,
- Agglomération Nord,
- Agglomération Sud,
- Agglomération Muškát

## Situation actuelle de la ville

### Production de vin
Pezinok est connu pour sa production viticole parmi les régions qui ont fait partie de l'Empire austro-hongrois. Malgré la collectivisation de l'agriculture pendant l'ère communiste qui fit beaucoup de dommages (valoriser la quantité plutôt que la qualité), la production de vins a beaucoup gagné en qualité[réf. nécessaire] pendant les dix dernières années[Quand ?]. (cépages utilisés : cabernet sauvignon, chardonnay, silvan/sylvain vert, rizling/petit riesling, faetasca regala, alibernet, dornfelder, etc).
Pezinok est aussi connue pour la production exclusive des brandys Karpatské brandy špeciál ou Karpatské brandy XO.

### Monuments
Pezinok a perdu beaucoup de ses monuments historiques pendant l'ère communiste, mais il y a toujours une église gothique, la mairie d'époque Renaissance, le monastère baroque, entre autres. Quelques restes de fortifications datant du XVIIe siècle se trouvent à Pezinok. Le château de Pezinok était un point de fortification, mais pas pour la ville. Le parc anglais entourant le château est public.

### Culture
Pezinok est le centre culturel de la région. Le théâtre de Pezinok essaie de préserver la culture traditionnelle de la région. Des groupes de musique locaux s'y produisent régulièrement.

## Personnalités
- Jan Kupecký, peintre slovaque
- Richard Réti, joueur d'échecs
- Ľudovít Rajter, chef d'orchestre, compositeur et enseignant slovaque
- Eugen Suchoň, compositeur slovaque de musique classique
- Zuzana Čaputová, juriste et femme d'État slovaque